# Gmina Maple Valley (Iowa)

Położenie Gminy Maple Valley w hrabstwie Buena Vista

Gmina Maple Valley (ang. Maple Valley Township) – gmina w USA, w stanie Iowa, w hrabstwie Buena Vista. Według danych z 2000 roku gmina miała 259 mieszkańców.